# Mjukvaruorganisation
En mjukvaruorganisation är en grupp människor - inte nödvändigtvis anställda av samma företag - som är betalda för att konstruera mjukvara. Gruppen har en gemensam ledning som formulerar gemensamma mål för hela gruppen, samtidigt som gruppen har en underindelning, d.v.s. den är organiserad i olika undergrupper med olika ansvarsområden och arbetsuppgifter och visst självbestämmande.
Ordet började användas i Sverige i mitten av 1990-talet, och är en direktöversättning av det amerikanska uttrycket 'software organization'. 